# Loverboy (persoon)
Loverboy of tienerpooier is een pooier die meisjes via verleidingstactieken inpalmt om hen op den duur in de prostitutie of in (andere) illegale activiteiten uit te buiten. Mensenhandelaren en pooiers gebruiken over de hele wereld vaak romantische manipulatie om vrouwen en meisjes in de prostitutie te brengen of te houden.
In Nederland en België is hiervoor rond 2000 de benaming loverboy (letterlijk: minnaar-jongen, jonge minnaar) gangbaar geworden. Later heeft de term ook in Duitsland ingang gevonden. Elders is deze benaming niet gebruikelijk. Vanwege het eufemistische karakter van het woord is er geregeld kritiek op geweest, daarom zijn in de loop van de jaren alternatieven voorgesteld zoals pooierboy (in 2008 bedacht door de toenmalige Nederlandse minister van Justitie Ernst Hirsch Ballin) en tienerpooier. In België wil men sinds 2019 ook van deze term af en kiest men enkel voor de term "tienerpooier". Loverboy insinueert dat er nog "love" of liefde in het spel is, terwijl dit eigenlijk over het gebruik van emotionele chantage gaat om aan te zetten tot prostitutie of andere criminele praktijken. Daarnaast is er discussie over de vraag in hoeverre loverboys te onderscheiden zijn van (andere) pooiers.

## Werkwijze
De stereotiepe werkwijze van loverboys volgt via een vast patroon. Het ideale slachtoffer is een jong meisje dat weinig of geen ervaring met relaties heeft, afkomstig uit een gebroken en/of onstabiel gezin. Hij versiert haar, geeft haar aandacht, en zorgt hiermee dat zij verliefd op hem wordt. Vervolgens tracht hij haar los te weken van haar omgeving, bijvoorbeeld door haar over te halen met hem op vakantie te gaan, liefst naar het buitenland, samen te gaan wonen en een breuk met haar ouders uit te lokken.
Wanneer het meisje emotioneel afhankelijk genoeg is van de loverboy, moet zij geld voor hem verdienen door als prostituee te gaan werken. De loverboy zal dat eerst proberen door misbruik van haar vertrouwen te maken, bijvoorbeeld door te zeggen "dat hij schulden heeft bij een of andere crimineel die hem bedreigt". De enige manier om hiervan af te komen is betaling in natura door haar met de schuldeiser naar bed te laten gaan, of door haar criminele activiteiten voor hem te laten doen (bijvoorbeeld drugs smokkelen). Wanneer dit niet werkt, neemt de loverboy zijn toevlucht tot methoden als bedreiging, verslaafd maken, terugbetaling verlangen van het aan haar bestede geld, of mishandeling. Zijn slachtoffer, dat vaak alle banden met haar omgeving heeft verbroken,  voelt zich aan hem overgeleverd. Loverboys buiten slachtoffers niet alleen uit in de prostitutie, maar ook als drugskoerier, door hen leningen af te laten sluiten of winkeldiefstallen te laten plegen.
De term 'loverboymethode' wordt vaak geassocieerd met minderjarige, in Nederland wonende slachtoffers. De verleidingsmethode wordt echter ook bij meerderjarigen toegepast en in het kader van grensoverschrijdende mensenhandel. De methode is niet nieuw, maar krijgt sinds de eeuwwisseling veel aandacht in het kader van studiedagen, voorlichting en preventie.

## Slachtofferprofiel
De gegeven slachtofferprofielen zijn vaak tegenstrijdig en afhankelijk van de onderzoeker. Zo zouden ze:
- voor 64% tussen 18 en 24 jaar oud zijn;
- in de puberteit zitten;
- niet voor zichzelf op durven te komen;
- slechte sociale ervaringen met familie en anderen hebben;
- uit gebroken gezinnen komen;
- een ontwrichte jeugd hebben gehad, bijvoorbeeld door mishandeling of seksueel misbruik;
- meestal lager opgeleid zijn;
- emotioneel zwak staan door een bepaalde recente gebeurtenis;
- soms licht verstandelijk gehandicapt zijn;[6]
- maar ook: afkomst en uiterlijk maken niets uit, het kan bij wijze van spreken iedereen overkomen.

## Daderprofiel
De grootste groep daders is tussen de 18 jaar en 29 jaar oud. Uit verschillende onderzoeken blijkt dat de daders van seksuele uitbuiting voornamelijk in Nederland zijn geboren, met Suriname, de voormalige Nederlandse Antillen en Marokko als overige meest voorkomende landen. Hoewel een ruime meerderheid van de daders de Nederlandse nationaliteit bezit, hebben 80% van de daders een migratieachtergrond. Hierbij moet vermeld worden dat dit onderzoek in totaal 25 mensen betrof. Een opvallend hoog percentage van de daders heeft een slecht contact met de eigen familie, zo heeft bijna de helft van de daders geen contact met hun eigen vader en heeft bij de meeste daders de vader het gezin verlaten toen de dader jong was of is het contact tussen de dader en zijn vader op latere leeftijd verslechterd.

## Aantallen
Het Willem Pompe Instituut stelde vast dat er op de Wallen op een doordeweekse avond zo'n twintig Nederlandse vrouwen onder dwang van pooiers achter de ramen zitten, in het weekend vijftig. Nederlandse raamprostituees zijn vaak door een verliefdheidsrelatie in de prostitutie terechtgekomen. Veel van de meisjes werken nu echter zelfstandig of zijn van pooier gewisseld cq. overgedaan.
Ook bij buitenlandse slachtoffers van mensenhandel worden vaak loverboytechnieken gebruikt. In ongeveer 40% van de opsporingsonderzoeken naar mensenhandel blijkt verliefdheid bij de slachtoffers gebruikt te worden als middel om hen in de prostitutie te brengen: bij buitenlandse mensenhandel ongeveer 30%, bij binnenlandse mensenhandel ongeveer 70%. De Stichting Tegen Vrouwenhandel registreert de laatste jaren steeds meer Nederlandse slachtoffers van mensenhandel. In 2005 hadden 98 (23%) van de 424 geregistreerde slachtoffers van mensenhandel de Nederlandse nationaliteit.

## Terminologie

### Het ontstaan van het begrip 'loverboy'
In september 1995 werden in Utrecht vier mannen van Marokkaanse afkomst aangehouden, die jonge autochtone Nederlandse en Marokkaans-Nederlandse meisjes uit de omgeving hadden geworven om in de prostitutie te werken. Het jongste meisje dat op de tippelzone aan de Europalaan was aangetroffen was zestien jaar. De pooiers hadden de meisjes aan zich gebonden door hen verliefd op zich te laten worden. De rechtszaak trok de aandacht doordat een aantal van de meisjes nog steeds verliefd was. Vijf van hen stonden op de dag van de zitting buiten het gerechtsgebouw met spandoeken: 'Laat onze lieffies vrij'. De advocaat van de jongemannen werd door deze meisjes betaald: ze moesten een maand lang doorwerken om de rekening te kunnen betalen. Er waren ook slachtoffers bij die aanvankelijk een verklaring hadden afgelegd, maar daar bij nader inzien van afzagen.
Op het moment dat de groep werd aangehouden, werkten acht meisjes voor hen. De meisjes wisten niet van elkaars bestaan: ieder dacht dat zij de enige vriendin van een van de mannen was. Het viertal was op deze manier al vier jaar in de weer en in totaal kon de politie vierentwintig vrouwen traceren die ooit voor hen hadden gewerkt. Zeven van hen wist de politie te bewegen tot het doen van aangifte.
De minderjarige meisjes werden in het kader van een ondertoezichtstelling in een gesloten inrichting geplaatst om het contact met de jongens te doorbreken en te voorkomen dat ze weg zouden lopen.
Een rechercheur vertelde dat ze aan het einde van de jaren tachtig al met dergelijke zaken bezig waren geweest:
Het ging steeds om minderjarige meisjes die van huis wegliepen en in de prostitutie verzeild raakten doordat ze 'versierd' waren door een belangstellende jongeman in een mooie auto. Toen noemde ze dat nog gewoon prostitutie en pooiers, maar na die grote zaak zijn het loverboys gaan heten. We deden dat ook omdat de hulpverleners ze zo noemden. Als je tegenover die meisjes dergelijke jongens pooiers noemt, verlies je contact met ze, zeiden ze. Bij de politie gebruiken ze onder elkaar het woord pooier en de jongens zelf spreken ook zo over elkaar, maar de hulpverleners hebben het woord er echt doorgedrukt.
In 1998 schreef journalist Robert Verkerk voor het dagblad Rijn en Gouwe een stuk over een zedenzaak die in Schoonhoven had gespeeld. Zedenrechercheurs noemden de daders 'loverboys'. In een ANP-stuk deed hij hetzelfde verhaal. Het artikel – en daarmee het woord 'loverboy' – werd een dag later door elf GPD-bladen overgenomen.

### Kritiek en alternatieven
Sinds het woord 'loverboy' ingeburgerd raakte, is het door verschillende mensen bekritiseerd omdat het de ellende van de slachtoffers zou verhullen. Als alternatief werd in 2008 door toenmalig minister van Justitie Ernst Hirsch-Ballin de benaming 'pooierboy' voorgesteld. Ook hij vond 'loverboy' veel te vriendelijk klinken. Terwijl criminoloog Frank Bovenkerk in 2006 de omschrijving 'modern pooierschap' gebruikte, pleitte de Nederlandse Rapporteur Mensenhandel Corine Dettmeijer in 2013 ervoor om in de benadering meer de nadruk op mensenhandel te leggen. De jeugdzorgcommissie 'Aanpak meisjesslachtoffers loverboys', onder leiding van oud-GroenLinks-Kamerlid Naïma Azough, zag in 2014 af van een naamswijziging in 'pooierboy' omdat het misbruik ook andere vormen kan aannemen dan prostitutie. Niettemin sloot voorzitter Azough zich een jaar later desgevraagd aan bij de kritiek op het woord loverboy: "Loverboy klinkt veel te lieflijk." In een interview in oktober 2015 (in de aanloop naar een debat in de Tweede Kamer over de loverboy-problematiek) pleitte VVD-Kamerlid Brigitte van der Burg weer voor 'pooierboy'.
In België is het woord 'tienerpooier' gangbaar geworden, vooral sinds een rapport van de organisatie Child Focus in 2016.

## Wel of geen onderscheid met andere pooiers
In opdracht van de gemeente Amsterdam deed het Willem Pompe Instituut in 2004 onder leiding van criminoloog Frank Bovenkerk onderzoek naar het loverboyfenomeen in Amsterdam. Volgens deze onderzoekers geeft de empirische werkelijkheid er geen aanleiding toe het probleem van de loverboys apart te benoemen. Binnen de wereld van de prostitutie komt sinds jaar en dag en overal ter wereld de figuur voor van de pooier die jonge vrouwen verleidt om ze in de prostitutie te brengen.
In de onderzochte groep mannen domineerden de "harde koppen met rafelige matjes in de nek en gouden kettingen om de hals" die niet voldeden aan het stereotiepe beeld van de knappe jongen. De onderzoekers verbazen zich erover dat deze mannen door sommige meisjes ooit 'loverboys' werden genoemd. Zij concluderen dat het begrip is ontsproten aan de romantische fantasie van meisjes die zich van hun souteneurs los wilden maken en bij de hulpverlening een willig oor vonden. Vanuit overwegingen van behandeling was goed te begrijpen dat hulpverleners de interpretatie van de meisjes volledig accepteerden:
De publiciteit en het publieke vertoog rond het probleem van de loverboys wordt gedomineerd door het slachtofferperspectief. Dit staat een goed begrip in de weg. Het gaat hier om perverse relaties tussen mannen en vrouwen die ieder hun eigen aandeel hebben in het ontstaan en bestendigen van prostitutieactiviteiten.
Volgens een scriptie van de Belgische criminoloog Moeyersons uit 2016 is het fenomeen loverboys toch niet alleen een sociaal construct, maar vormen zij een soort 'specialisme binnen het pooierschap'.